# 1950他们正年轻
《1950他们正年轻》是一部於2021年上映的中國紀錄片，由宋坤儒導演，宋坤儒和李牧編劇。電影記錄了26位中國人民志願軍戰士當年在抗美援朝的戰場故事。電影原定檔於2021年8月20日，後改為9月3日上映，源於9月2日為第八批在韩志願軍烈士遺骸歸國，製片謹以此片向志願軍戰士們致敬。

## 製作
《1950他们正年轻》在上映前拍攝製作歷經四年時間，宋坤儒在一次公益活動中遇到幾個傷殘的老兵，萌生了想記錄老兵們故事的想法期間，身邊的朋友也不斷向宋坤儒推薦一些老兵。在電影正式立項之後，退役軍人事務部也向宋坤儒推薦一些具有代表性的老兵。自2018年6月開始採訪第一位老兵，到2020年8月結束最後一位老兵的採訪，拍攝劇組先後採訪了50位志願軍老兵，拍攝素材達80個小時，最後選取了26位老兵的故事收錄到電影中，老兵來自不同兵種，在不同時期參與到抗美援朝中。拍攝團隊最初只有兩個人，最後發展到15人。採訪過程中，部分老兵並不願意回憶那段歷史，也有部分老兵在拍攝劇組耐心接觸兩三次之後才願意講述自己的故事。劇組通常給老兵指定一個範圍，盡量少提干擾性問題，讓老兵暢談。抗美援朝在電影拍攝時已經過了近70年，當年參戰的老兵都近90歲高齡，拍攝團隊認為他們是在做「搶救式」的拍攝，在拍攝製作的第三年，由於2019冠状病毒病疫情拍攝一度中斷，變成延長了製作時間，在拍攝後期就有老兵去世。在電影製作完成時，採訪的26位老兵，有三人已經去世。
在拍攝初期，由於沒有投資，資金困難，加上宋坤儒十分自責在採訪期間讓老兵回憶那些不願想起的回憶，宋坤儒曾想過放棄拍攝，不過之後在很多人的鼓勵下才堅持下去。電影有使用一些歷史資料片段，這些資料片段是過去黑白影片重新修復的，需要大量資金和時間，由於資金問題，電影原計劃使用30分鐘的修復後素材，最後只夠買入3分鐘的修復後素材，導致電影中重複使用同一組素材。
《1950他们正年轻》是中國國內第一次以士兵角度去記錄抗美援朝的電影，宋坤儒本身是劇情片導演，未曾接觸過紀錄片，本來是想找一個紀錄片的導演來幫忙，但是找不到外援，只能自己嘗試去做。宋坤儒嘗試使用內在情感的連結來結構整個電影，而非傳統的紀錄片以時間線或章節等作為引導的主線結構。電影取名為《1950他们正年轻》是因為電影描述了老兵們青春時期的故事。

## 評價
2021年8月25日，《1950他们正年轻》製作方在北京舉行媒體看片會，獲得媒體的好評，並期待該片能超越《二十二》創下的觀影記錄。

## 外部連結
- 时光网上《1950他们正年轻》的資料（简体中文）
- 豆瓣电影上《1950他们正年轻》的資料 （简体中文）
- 1905电影网上《1950他们正年轻》的资料（简体中文）